# Skweek
 (février 2021).
Si vous disposez d'ouvrages ou d'articles de référence ou si vous connaissez des sites web de qualité traitant du thème abordé ici, merci de compléter l'article en donnant les références utiles à sa vérifiabilité et en les liant à la section « Notes et références ».
Skweek — parfois appelé Slider — est un jeu vidéo paru en 1989. Conçu par Laurent Arditi et Stéphane Ducasse, il fut à l'origine commercialisé par l'éditeur français Loriciel pour les ordinateurs personnels Amiga, Atari ST et Amstrad CPC. Des adaptations sont parues en 1991 sur les consoles PC Engine de NEC et Game Gear de Sega.
En 2013, Skweek a été adapté sur iOS (Apple iPhone, iPad, iPod Touch).
Le jeu est fortement inspiré d'un autre jeu sorti en 1987 en arcade : Mustache Boy.

## Système de jeu
Le concept de jeu combine adresse et stratégie. Le joueur doit diriger un personnage pelucheux nommé Skweek dans un dédale colorié en bleu. Chaque passage sur une dalle la transforme en rose. Le but principal est de colorier toutes les cases en rose, rappelant le principe du classique Q*bert. De nombreux obstacles, mécanismes, monstres, etc. compliquent la tâche de Skweek, qui dispose d'une panoplie d'armes et de bonus pour arriver à ses fins.

## Super Skweek
Paru en 1991, Super Skweek (en), le second opus, reprend le principe de son prédécesseur tout en multipliant les tableaux, les monstres, bonus, etc. Le jeu fut édité pour Amiga, Atari ST, Amstrad CPC et la console Lynx. Cette dernière version est généralement considérée comme la plus réussie de toutes.

## Tiny Skweeks
Une troisième déclinaison est arrivée en 1992, Tiny Skweeks, parfois appelé The Brainies ou encore The Tinies. Il est basé sur le jeu indépendant du nom de Leitmotiv de Didier Capdevielle & François Mathieu. Relooké et level design simplifié, il est sorti sur Amiga, Atari ST, Amstrad CPC et DOS et Macintosh. Le titre The Tinies concerne exclusivement la version Macintosh.
Par la suite, des projets pour porter Skweek et Super Skweek sur des ordinateurs modernes ou sur portables (téléphones, consoles, PDA, etc.) ont été mis en chantier. Laurent Arditi travaille au sein d'ARM et Stéphane Ducasse travaille au développement de Pharo.

## La série
- 1989 - Skweek
- 1991 - Super Skweek (en)
- 1992 - Tiny Skweeks Jeu indépendant du nom original de Leitmotiv, acheté par Atreid Concept et relooké.
- 1994 - Fury of the Furries